# Condado de Lamar (Georgia)
El condado de Lamar (en inglés: Lamar County), fundado en 1807, es uno de 159 condados del estado estadounidense de Georgia. En el año 2007, el condado tenía una población de 16 961 habitantes y una densidad poblacional de 33 personas por km². La sede del condado es Barnesville.

## Geografía
Según la Oficina del Censo, el condado tiene un área total de 481 km² (185,7 mi²), de la cual 479 km² (184,9 mi²) es tierra y 3 km² (1,2 mi²) (0.52%) es agua.

### Condados adyacentes
- Condado de Butts (noreste)
- Condado de Monroe (este)
- Condado de Upson (suroeste)
- Condado de Pike (oeste)
- Condado de Spalding (noroeste)

## Demografía
Según el censo de 2000,, los ingresos medios por hogar en el condado eran de $37 087, y los ingresos medios por familia eran $43 481. Los hombres tenían unos ingresos medios de $29 453 frente a los $21 933 para las mujeres. La renta per cápita para el condado era de $16 666. Alrededor del 11.20% de la población estaban por debajo del umbral de pobreza.

## Transporte

### Principales carreteras
- Interestatal 75
- U.S. Route 41
- U.S. Route 341
- Ruta Estatal de Georgia 7
- Ruta Estatal de Georgia 18
- Ruta Estatal de Georgia 36

## Localidades
- Aldora
- Barnesville
- Milner

### No incorporadas
- Greenwood
- Stockton
- Teeterville